# قاعدة بيانات الحمض النووي
قاعدة بيانات الحمض النووي قاعدة بيانات الحمض النووي
```
قاعدة بيانات أو بنك بيانات الحمض النووي، عبارة عن قاعدة بيانات الملفات الشخصية للأحماض النووية.
```

يستخدم في تحليل الأمراض الوراثية، والبصمات الوراثية الذي يفيد في عالم الجرائم. أو علم الانساب الوراثي.
قاعدة البيانات من الممكن أن تكون قواعد بيانات عامة أو خاصة، وتعتبر قواعد بيانات الحمض النووي القومي من أكبر قواعد البيانات.

## 1- قاعدة البيانات الجنائية:-
قاعدة بيانات مركزية لتخزين ملفات الحمض النووي للأفراد التي تُمكّن من البحث ومقارنة عينات الحمض النووي التي تم تجميعها من مسرح الجريمة مع الملفات المخزنة في قواعد البيانات. وتتمثل أهم وظيفة في قاعدة البيانات الجنائية في الربط بين الأشخاص المشتبه بهم والعوامل الحيوية في مسرح الجريمة، ومن ثم تقديم أدلة تدعم التحقيقات الجنائية، وتؤدي أيضا إلى تحديد المشتبه فيهم المحتملين في التحقيقات الجنائية. وتستخدم غالبية قواعد بيانات الحمض النووي القومية لأغراض الطب الشرعي.

## 2- قاعدة بيانات الأنساب الوراثية:-
قاعدة بيانات الأنساب الوراثية هي قاعدة بيانات الحمض النووي من نتائج اختبار الحمض النووي للأنساب. بنك الجينات هو قاعدة بيانات الأنساب الوراثية العامة التي تخزن تسلسل الجينوم المقدمة من قبل العديد من علماء الأنساب الوراثية. حتى الآن، يحتوي بنك الجينات على عدد كبير من تسلسل الحمض النووي المكتسبة من أكثر من 140000 من المنظمات المسجلة، ويتم تحديثها كل يوم لضمان شمولية وتسلسل المعلومات. ويتم الحصول على قواعد البيانات هذه أساسا من مختبرات فردية أو مشاريع متسلسلة واسعة النطاق. وتنقسم الملفات المخزنة في بنك الجينات إلى مجموعات مختلفة، مثل BCT(البكتيريا)، VRL (الفيروسات)، PRI (الرئيسيات)... الخ. يمكن للآخرين الوصول إلى بنك الجينات من نظام الاسترجاع NCBI ، ومن ثم استخدام وظيفة "BLAST" لتحديد تسلسل معين داخل بنك الجينات أو للعثور على أوجه التشابه بين التسلسلين.

## 3- الطب
قاعدة بيانات الحمض النووي الطبية هي قاعدة بيانات الحمض النووي المتعلقة طبيًا بالاختلافات الوراثية. الذي يجمع الحمض النووي للفرد ويعكس بذلك السجلات الطبية وتفاصيل نمط حياتهم. من خلال تسجيل ملامح الحمض النووي، قد يجد العلماء التفاعلات بين البيئة الوراثية ووجود بعض الأمراض (مثل أمراض القلب والأوعية الدموية أو السرطان)، وبالتالي العثور على بعض الأدوية الجديدة أو العلاجات الفعالة في السيطرة على هذه الأمراض. وكثيرا ما يتعاون مع دائرة الصحة الوطنية.

## 4- قواعد بيانات الحمض النووي الوطنية
قاعدة بيانات الحمض النووي الوطنية هي قاعدة بيانات الحمض النووي التي تحتفظ بها الحكومة لتخزين ملامح الحمض النووي من سكانها. تستخدم عادة لأغراض الطب الشرعي التي تشمل البحث ومطابقة لمحات الحمض النووي من المشتبه بهم الجنائيين المحتملين.
-	المملكة المتحدة:
وقد أنشأت المملكة المتحدة أول قاعدة بيانات وطنية للحمض النووي في نيسان / أبريل 1995، تسمى قاعدة البيانات الوطنية للحمض النووي (NDNAD). وبحلول عام 2006، احتوت على 2.7 مليون ملف حمض نووي (حوالي 5.2٪ من سكان المملكة المتحدة)، بالإضافة إلى معلومات أخرى للأفراد ومشاهد الجريمة و 5.7 مليون ملف شخصي بحلول عام 2015. ويتم تخزين هذه المعلومات في شكل رمز رقمي، الذي يقوم على تسميات كلSTR.
-	نيوزيلاند:
ونيوزيلندا هي البلد الثاني الذي أنشأ مثل هذا النوع من قواعد البيانات.
-	الولايات المتحدة:
وتسمى قاعدة بيانات الحمض النووي الوطنية في الولايات المتحدة نظام مؤشر الحمض النووي الموحد (CODIS). ويحتفظ به على ثلاثة مستويات: الوطني والولاية والمحلي. كل مستوى يتم تنفيذ نظام مؤشر الحمض النووي الخاص به. ويسمح نظام مؤشر الحمض النووي الوطني (NDIS) بتبديل ملامح الحمض النووي ومقارنتها بين المختبرات المشاركة على الصعيد الوطني. كل نظام مؤشر الحمض النووي الولاية (SDIS) يسمح لملفات الحمض النووي ليتم تبادلها ومقارنتها بين مختبرات الولايات المختلفة ونظام مؤشر الحمض النووي المحلي (LDIS) يسمح لملفات الحمض النووي التي تم جمعها في المواقع المحلية وتحميلها على SDIS وNDIS.
-	أستراليا:-
وتسمى قاعدة بيانات الحمض النووي الوطني الأسترالي قاعدة بيانات الحمض النووي الوطني للتحري الجنائي. وبحلول بداية عام 2013، كان يحتوي على 718,462 ملفات الحمض النووي. قاعدة البيانات تستخدم 9 مواقع STR والجينات الجنسية للتحليل. NCID يربط بين جميع بيانات الطب الشرعي، بما في ذلك ملامح الحمض النووي، والمقاييس الحيوية المتقدمة.
-	كندا:
قاعدة البيانات الوطنية للحمض النووي الكندية (NDDB) التي أنشئت في عام 1998 ولكنها استخدمت لأول مرة في عام 2000. وقد عثرت المحاكم الكندية على التشريع الذي سنه البرلمان لتنظيم استخدام هذه التكنولوجيا في إطار نظام العدالة الجنائية لكي تحترم الحقوق الدستورية وحقوق الخصوصية للمشتبه فيهم، والأشخاص الذين تثبت إدانتهم بارتكاب جرائم محددة.
-	ألمانيا:
أقامت ألمانيا قاعدة بيانات الحمض النووي للشرطة الاتحادية الألمانية (BKA) في عام 1998. وفي أواخر عام 2010، احتوت قاعدة البيانات على ملفات الحمض النووي لأكثر من 000 700 فرد، وفي أيلول / سبتمبر 2016، احتوت هذه الوثيقة على 1,162,304 مدخلات.
-	الكويت:
```
أصدرت الحكومة الكويتية قانونا في يوليو / تموز 2015 تطلب من جميع المواطنين والمقيمين الدائمين (4.2 مليون شخص) الحصول على الحمض النووي الخاص بهم لقاعدة بيانات وطنية. وكان سبب هذا القانون مخاوف أمنية بعد تفجير داعش الانتحاري لمسجد الإمام الصادق. وكانوا يعتزمون الانتهاء من جمع الحمض النووي بحلول أيلول / سبتمبر 2016 .
```

-	البرازيل:
في عام 1998، أنشأ معهد بحوث الطب الشرعي التابع للشرطة المدنية في المقاطعة الاتحادية قواعد بيانات الحمض النووي لأدلة الاعتداء الجنسي. وفي عام 2012، وافقت البرازيل على قانون وطني ينشئ قواعد بيانات الحمض النووي على المستويين الوطني والولاية فيما يتعلق بطباعة الحمض النووي للأفراد المدانين بارتكاب جرائم عنيفة. وعقب صدور مرسوم رئاسة جمهورية البرازيل في عام 2013، الذي ينظم قانون عام 2012، بدأت البرازيل باستخدام نظام CODIS بالإضافة إلى قواعد بيانات الحمض النووي لأدلة الاعتداء الجنسي لحل جرائم الاعتداء الجنسي في البرازيل.
-	فرنسا:
أنشأت فرنسا FNAEG في عام 1998. في الولايات المتحدة الأمريكية، نظم مكتب التحقيقات الفدرالي قاعدة بيانات CODIS. وقد تم توسيع نطاقها منذ ذلك الحين لتشمل أي مجرم جنائي.
-	الشركات:
تحتوي قاعدة بيانات الحمض النووي 23ANDME على معلومات جينية لأكثر من 1000000 شخص حول العالم. وتستكشف الشركة بيع «البيانات الجينية المجمعة المجهولة» لباحثين وشركات أدوية أخرى لأغراض البحث إذا أعطى المرضى موافقتهم. يقول أحمد الحريري، أستاذ علم النفس وعلم الأعصاب في جامعة ديوك الذي كان يستخدم 23andMe في أبحاثه منذ عام 2009 أن أهم جانب من جوانب الخدمة الجديدة للشركة هو أنه يجعل البحوث الجينية متاحة ورخيصة نسبيا للعلماء. وأدت دراسة حددت 15 موقعا للجينوم ترتبط بالاكتئاب في قاعدة بيانات 23andMe إلى زيادة في الطلب للوصول إلى المستودع مع 23andMe بإيداع ما يقرب من 20 طلبا للوصول إلى بيانات الاكتئاب في الأسبوعين التاليين لنشر الورقة.

## الضغط
قواعد البيانات الحمض النووي تحتل المزيد من التخزين بالمقارنة مع غيرها من قواعد البيانات غير الحمض النووي بسبب حجمها الهائل لكل تسلسل الحمض النووي. كل عام يزداد نمو قواعد بيانات الحمض النووي بشكل كبير. وقد شكل ذلك تحديا كبيرا للتخزين ونقل البيانات واسترجاعها والبحث فيها. لمعالجة هذه التحديات يتم ضغط قواعد بيانات الحمض النووي لتوفير مساحة التخزين وعرض النطاق الترددي أثناء نقل البيانات. يتم فك ضغطها أثناء البحث والاسترجاع. وتستخدم خوارزميات ضغط مختلفة للضغط وفك الضغط. كفاءة أي خوارزمية ضغط يعتمد على مدى وسرعة الضغط وفكه. وكلما زادت نسبة الضغط، كلما كانت كفاءة الخوارزمية أفضل. وفي الوقت نفسه، تعتبر سرعة الضغط وفكه من أساليب التقييم.
بعض من عدة أساليب ترميز تستخدم لتشفير وفك شفرة هي
1.	هوفمان ترميز
2.	تكيف هوفمان التكيف
3.	الترميز الحسابي
4.	الحساب التكيفية التكيف
5.	طريقة مرجحة شجرة السياق
عدد قليل من خوارزميات الضغط المدرجة أدناه تستخدم واحدة من نهج الترميز أعلاه لضغط وفك ضغط قاعدة بيانات الحمض النووي:
1.	COMRAD
2.	RLZ
3.	GenCompress
4.	BioCompress
5.	DNACompress
6.	CTW+LZ

## الطب
العديد من البلدان جمعت عينات الدم حديثي الولادة للكشف عن أمراض اساسية أساسها الجينات الوراثية.و يتم تدميرها بعد الاختبار مباشرة. في بعض البلدان يتم الاحتفاظ بالدم المجفف (والحمض النووي) للاختبار في وقت لاحق.

## قضايا خاصة
يحذر منتقدو قواعد بيانات الحمض النووي من أن الاستخدامات المختلفة للتكنولوجيا يمكن أن تشكل تهديدا للحريات المدنية الفردية. ويمكن استخدام المعلومات الشخصية المتضمنة في المواد الوراثية، مثل العلامات التي تحدد مختلف الأمراض الوراثية والصفات السلوكية، في التنميط التمييزي وقد تشكل جمعها غزو للخصوصية. كما يمكن استخدام الحمض النووي لتحديد الأبوة وما إذا كان الطفل قد اعتمد أم لا. في الوقت الحاضر، تسببت قضايا الخصوصية والأمن من قاعدة بيانات الحمض النووي اهتماما كبيرا. بعض الناس يخافون من أن معلومات الحمض النووي الشخصية الخاصة بهم سوف تترك بسهولة، والبعض الآخر قد تحدد ملفاتهم الحمض النووي تسجيل في قواعد البيانات على أنه شعور بالجريمة، ويجري اتهام زورا في جريمة يمكن أن يؤدي إلى وجود سجل «إجرامي» بقية حياتهم.
سمحت قوانين المملكة المتحدة في عامي 2001 و 2003 بملامح الحمض النووي على الفور بعد أن تم القبض على شخص واحتفظ به في قاعدة بيانات حتى لو تم تبرئة المشتبه به لاحقا. ولم تعجب الجمهور هذه الأحكام، غيرت المملكة المتحدة في وقت لاحق هذا عن طريق تمرير قانون حماية الحريات لعام 2012 الذي يتطلب أن المشتبه بهم الذين لم توجه إليهم تهمة أو لم تثبت إدانتهم من شأنه أن يحذف بيانات الحمض النووي من قاعدة البيانات.
في البلدان الأوروبية التي أنشأت قاعدة بيانات الحمض النووي، هناك بعض التدابير التي يتم استخدامها لحماية خصوصية الأفراد، وعلى وجه التحديد، بعض المعايير للمساعدة في إزالة ملامح الحمض النووي من قواعد البيانات. ومن بين الدول الأوروبية ال 22 التي تم تحليلها فان معظم الدول ستسجل ملامح الحمض النووى للمشتبه فيهم أو الذين ارتكبوا جرائم خطيرة. بالنسبة لبعض البلدان (مثل بلجيكا وفرنسا) قد تزيل الملف الجنائي للمجرمين بعد 30-40 عاما، لأن ه «قاعدة بيانات التحقيق الجنائي» لم تعد الحاجة إليها. معظم الدول سوف تحذف ملف المشتبه به بعد تبرئته. جميع البلدان لديها تشريعات الانتهاء إلى حد كبير تجنب قضايا الخصوصية التي قد تحدث أثناء استخدام قاعدة بيانات الحمض النووي.
قضايا الخصوصية المحيطة بقواعد بيانات الحمض النووي لا تعني فقط الخصوصية المهددة في جمع وتحليل عينات الحمض النووي، يوجد حماية وتخزين لهذه المعلومات الشخصية الهامة. ويمكن تخزين ملامح الحمض النووي إلى أجل غير مسمى في قاعدة بيانات الحمض النووي، وقد أثارت المخاوف من أن هذه العينات من الحمض النووي يمكن استخدامها لأغراض جديدة وغير محددة. مع زيادة المستخدمين الذين يصلون إلى قاعدة بيانات الحمض النووي، يشعر الناس بالقلق حول معلوماتهم باستخدامها أو نشرها بشكل غير لائق، على سبيل المثال، قد تكون مشتركة مع الحمض النووي الشخصية مع الآخرين مثل وكالات إنفاذ القانون أو البلدان دون موافقة فردية.
قد تم توسيع تطبيق قواعد بيانات الحمض النووي إلى منطقتين مثيرة للجدل: المعتقلين والبحث العائلي. والمعتقل هو الشخص الذي ألقي القبض عليه بسبب جريمة ولم يدان بعد بسبب هذه الجريمة. وفي الوقت الراهن، أصدرت 21 ولاية في الولايات المتحدة تشريعا يسمح لأجهزة إنفاذ القانون بأن تأخذ الحمض النووي من المعتقل ويدخله في قاعدة بيانات الحمض النووي CODIS لمعرفة ما إذا كان هذا الشخص لديه سجل جنائي أو يمكن ربطه بأي جرائم لم تحل. في البحث العائلي، يتم استخدام قاعدة بيانات الحمض النووي للبحث عن الترابطات الجزئية التي يمكن توقعها بين أفراد الأسرة المقربين. ويمكن استخدام هذه التكنولوجيا لربط الجرائم بأفراد أسر المشتبه فيهم، وبالتالي المساعدة في تحديد المشتبه فيه عندما لا يكون لدى الجاني عينة من الحمض النووي في قاعدة البيانات.
وعلاوة على ذلك يمكن أن تقع قواعد بيانات الحمض النووي في الأيدي الخطأ بسبب اختراقات البيانات أو تبادلها.

## جمع الحمض النووي وحقوق الإنسان:-
صدر حكم في كانون الأول / ديسمبر 2008، قضت المحكمة الأوروبية لحقوق الإنسان بأن اثنين من الرجال البريطانيين لا ينبغي أن يكونوا قد احتفظوا ب الحمض النووي وبصمات أصابعهم من قبل الشرطة، قائلا إن الاحتفاظ «لا يمكن اعتباره ضروريا في مجتمع ديمقراطي».
أدان البروفيسور السير أليك جيفريس، رئيس البصمة الوراثية، خطط الحكومة البريطانية للحفاظ على التفاصيل الوراثية لمئات الآلاف من الأبرياء في إنجلترا وويلز لمدة تصل إلى 12 عاما. واعرب جيفريز عن «خيبة امله» ازاء المقترحات التي جاءت بعد ان قضت محكمة أوروبية بان السياسة الحالية تنتهك حق الناس في الخصوصية. وقال جيفريس «يبدو ان الحد الادنى من الرد على المحكمة الأوروبية لحكم حقوق الإنسان يمكن تصوره، وهناك افتراض ليس البراءة ولكن الذنب مستقبلا هنا... وهو ما يثيره الانزعاج الشديد».

## الآثار على الجريمة
أظهرت دراسة أجريت عام 2017 في المجلة الاقتصادية الأمريكية: الاقتصاد التطبيقي أن قواعد البيانات الخاصة بملفات الحمض النووي للمجرمين الجنائيين في الولايات المتحدة «تردع الجريمة من قبل الجناة الذين تم تعريفهم، وتخفض معدلات الجريمة، وهي أكثر فعالية من حيث التكلفة من الأدوات التقليدية لإنفاذ القانون».

## التوائم
الحمض النووي هو أكثر مقياس لتمييز، والتي يمكن أن تجعل من أداة قوية في تحديد الأفراد. الحمض النووي لكل شخص فريد من نوعه إلى استثناء طفيف من التوائم متطابقة (مونوزغوتيك ومونوسبيرموتيك)، الذين يبدأون من خط وراثي متطابق من الحمض النووي ولكن خلال الحدث التوأمة لها طفرات صغيرة بشكل لا يصدق والتي يمكن الكشف عنها الآن (لجميع المقاصد والأغراض، مقارنة مع جميع البشر الآخرين وحتى نظريات "المستنسخة"، [الذي لن يشارك نفس الرحم ولا تجربة نفس الطفرات] "التوائم المتطابقة لها الحمض النووي المتطابق أكثر مما هو ممكن على الأرجح لتحقيق بين أي اثنين آخرين من البشر). ويمكن الكشف عن اختلافات صغيرة بين التوائم متطابقة الآن (2014) من خلال تسلسل الجيل القادم. التوائم "متطابقة" لا يمكن أن تكون متباينة بسهولة من قبل اختبار الحمض النووي الأكثر شيوعا، ولكن قد ثبت أن يكون ممكنا. في حين أن الأشقاء الآخرين (بما في ذلك التوائم الأخوية) حصة حوالي 50٪ من الحمض النووي، التوائم الزيجوت الواحدة حصة تقريبا 99.99٪. وبعيدا عن هذه التفاوتات التي حدثت مؤخرا في طفرة التوأمة، فقد عرف منذ عام 2008 أن الأشخاص الذين يتوائمون التوائم لديهم أيضا مجموعة خاصة بهم من متغيرات عدد النسخ.